# Бургард-Крістоф Мініх
Бу́ргард-Крі́стоф Мі́ніх (нім. Burkhard Christoph von Münnich; 9 травня 1683 — 27 (16) жовтня 1767) — російський військовий і державний діяч німецького походження. Якийсь час — правитель України. Батько російського політичного діяча Іогана Ернеста Мініха

## Імена
- Буркгард-Крістоф фон Мюнніх (нім. Burkhard Christoph von Münnich) — у німецьких джерелах.
- Христофор Антонович Мініх (рос. Христофо́р Анто́нович Ми́них) — у російських джерелах.
- Бургард-Крістоф Мінніх — оригінальне поєднання російської і німецької назв у деяких українських джерелах[4].

## Біографія

### Ранні роки
Народився в Ольденбурзі в сім'ї спадкових інженерів. Здобув ґрунтовну інженерну освіту. У 1700—1720 роках служив інженером у французькій, гессен-дармштадтській, гессен-кассельській та польсько-саксонській арміях. Під командуванням Євгенія Савойського та герцога Мальборо брав участь у війні за іспанську спадщину, а також брав участь у деяких інших військових кампаніях. У Пруссії отримав звання полковника, в Польщі — генерал-майора.

### Служба в Російській імперії

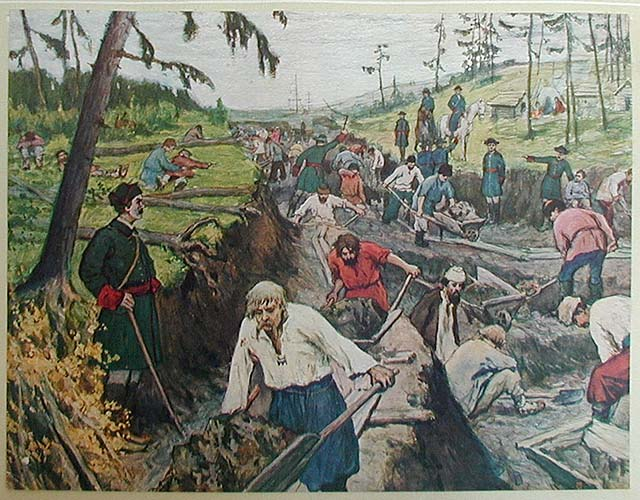
Копання Ладозького каналу

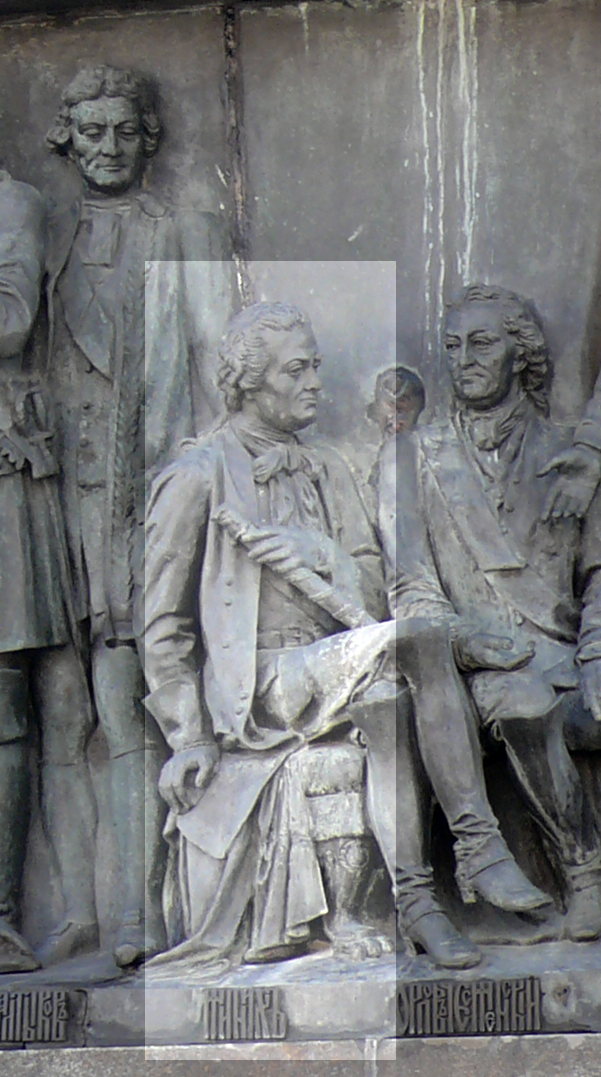
Мініх на пам'ятнику «1000-ліття Росії» у Великому Новгороді серед 128 фігур найвидатніших осіб в російській історії

Службу в імперії розпочав у 1721 році як військовий і гірничий інженер. За наказом Петра I Мініх перебрав у князя Меншикова керівництво спорудженням (копанням) Староладозького каналу, яке здійснювалося, головним чином, руками українських козаків. На будівельних роботах від непосильної праці, голоду й важкого клімату гинули десятки тисяч осіб.
У 1734 році за пропозицією фаворита імператриці Анни Іоанівни, герцога Бірона Мініху було доручено взяти Данціг, де в той час перебував французький ставленик Станіслав Лещинський. Після кровопролитних боїв Данціг був взятий, але Мініху дорікали за тривалу облогу та за втечу Лещинського.
На польський трон був зведений ставленик Росії та Австрії саксонський курфюрст Август.
Під час російсько-османської війни 1735—1739 років Мініх — головнокомандувач Дніпровською армією, яка тривалий час була дислокована на території Гетьманщини і Слобідської України; військовий губернатор Білгорода та Києва.
28 травня 1736 року заволодів фортецею Перекоп, 17 червня 1736 року — Бахчисараєм, але за браком продовольства і фуражу залишив Крим.
12—13 червня 1737 року керував штурмом Очакова. У Ставучанській битві 28 серпня 1739 року розгромив армію сераскера Вєлі-паші, заволодів Хотином і майже усією Молдовою. Будучи в цей час необмеженим правителем України, Мініх силоміць згонив українських селян і козаків на побудову фортець, земляних укріплень тощо, де вони змушені були працювати «своїм коштом» і зі своїм знаряддям. Масові реквізиції робочої худоби, залучення населення до обозної служби в армії, що здійснювалися за ініціативою Мініха, призвели до руйнування економіки України. За його наказом українські козацькі полки, які перебували в складі російської армії, під час бойових дій виконували здебільшого різні фортифікаційні роботи.
У листопаді 1740 року за активною участю Мініха в Санкт-Петербурзі стався палацевий переворот на користь Брауншвейзької родини. Мініх став 1-м міністром російського уряду.
У листопаді 1741 року зі сходженням на престол Єлизавети Петрівни Мініха спочатку засудили до смертної кари, а потім, коли Мініх вже стояв на ешафоті, йому зачитали про зміну смертного вироку на заслання до Сибіру, звідки його повернув імператор Петро III аж через 20 років.

В останні роки життя, за царювання Катерини II, Мініх керував роботою Балтійського та Нарвського портів, Кронштадтського й Ладозького каналів. В одному з листів до Катерини Мініх написав:
Найбільше нещастя государів полягає в тому, що люди, до яких вони мають довіреність, ніколи не надають їм істини в теперішньому вигляді. Але я звик діяти інакше, бо не боюсь партій, хоча б вони і склалися проти мене
Наприкінці Катерина II його призначила, як він колись хотів, губернатором Сибіру (з проживанням в Петербурзі). Помер Мініх 16 жовтня 1767 року від тяжких хвороб.

## Оцінки
Микола Миколайович Бантиш-Каменський написав про Мініха:
Граф був високого зросту. Очі його і все риси обличчя показували дотепність, безстрашність і твердість характеру; голос і постава являли в ньому героя. Він мимовільним чином вселяв в інших повагу до себе і страх; був надзвичайно працьовитий і заповзятливий; не знав втоми, мало спав, любив порядок, відрізнявся, коли хотів, люб'язністю в суспільстві, стояв на ряду з першими інженерами і полководцями свого часу; але разом був гордий, честолюбний, лукавий, вимогливий, жорстокий; не дорожив задля своєї слави кров'ю ввірених йому солдатів; здавався другом усіх, не люблячи нікого.